# Østerbølle Kirke
Østerbølle Kirke ligger i landsbyen Østerbølle 3 km nordvest for Aalestrup.
Kirken er oprindelig opført i romansk stil af granitkvadre. Tårnet stammer fra senmiddelalderen. I tårnets sydmur findes en skakbrætsten med to forskellige mønstre, øverst 4 vandrette rækker med 15 (16?) felter hver og nederst 4 vandrette rækker med 28 felter hver.

## Galleri
- Østerbølle Kirke Skakbrætsten
- Østerbølle Kirke Skakbrætsten Nær